# 張顯耀
張顯耀（1963年11月6日—），臺灣政治人物，籍貫山東昌樂，1980年加入中國國民黨 ，1987年錄取中國國民黨中山獎學金公費留學，1989年到法國留學巴黎第一大學，取得法國國家政治學博士學位。學成歸國後，曾任職總統府國安會。現任國民黨中央政策會副執行長、兩岸圓桌論壇協會理事長。曾任行政院大陸委員會特任副主任委員、海峽交流基金會副董事長兼秘書長、立法委員、中國國民黨副秘書長兼發言人、親民黨政策中心主任。協調國親兩黨事宜。2003年，《國親政黨聯盟》出任聯盟主席辦公室主任。

## 生平

### 求學時期
張顯耀警校出身，中央警官學校公共安全學系學士、淡江大學歐洲事務研究所碩士、中山獎學金公費留學法國巴黎第一大學，取得政治學博士學位。

### 海外歸國
學成後，任職總統府國安會。

### 轉任中國國民黨海外黨職
1997年，出任中國國民黨駐法國總支部書記。1998年，出任國民黨黨代表。

### 政治立場
2000年因為對李登輝總統失望而辭去公職，受宋楚瑜主席欣賞邀入親民黨，擔任親民黨政策研究中心主任。並在2005年至2012年擔任立法委員，主張親民黨與國民黨合作，力促泛藍整合。

### 力促國親整合化解「排馬條款」
2005年至2012年擔任立法委員，主張親民黨與國民黨合作，力促泛藍整合，2003年擔任國親政黨聯盟連宋兩位主席辦公室主任。
2006年12月，時任親民黨立委張顯耀向時任國民黨主席馬英九提出建議，馬英九與親民黨主席宋楚瑜簽下兩黨合作備忘錄。
2007年泛綠立院黨團提案，出生地不在台灣的人不能選總統，也就是「排馬條款」。同年4月20日要表決是否逕付二讀，前一晚深夜11時，時任國民黨祕書長吳敦義和親民黨宋楚瑜指派的立委張顯耀在台北長榮酒店315號房談判終宵，持續談判到20日清晨，最終完成全部協議內容「七點共識」並簽定協議，包括提名立委的協調方式。
第二天在親民黨立院黨團協助下，最後「排馬條款」的議案以些微差距被擋下，也替馬英九搬開了競選總統的最大絆腳石，可說是危機促成了國親合作。
因為有當時的國親合作，才使2008年選舉大勝，馬英九當選總統，並在113席立委中贏得81席，取得壓倒性勝利，且擔任2008馬總統全國競選總部副總幹事，國民黨再次贏回政權。

### 接任大陸委員會特任副主委
2013年9月2日，行政院表示，張顯耀在兩岸、國安事務上經驗豐富，擔任立委任內，多次提案修改《兩岸人民關係條例》相關條文，包括修法鬆綁赴陸投資上限，及陸配身分證取得時間由8年減半為4年等。
行政院強調，張顯耀轉任陸委會副主委後，積極檢討陸生「3限6不」政策，推動陸生納保、陸配身分取得年限等修法，接任陸委會特任副主委必能一展所長，協助大陸事務推廣。

### 2016年立法委員選舉
| 1        | 梁蓓禎   | FH 信心希望聯盟 | 11,546票  | 6.04%                         |                               |
| 2        | 柳淑芳   | 無黨籍          | 1,935票   | 1.01%                         |                               |
| 3        | 張顯耀   | 中國國民黨      | 73,792票  | 38.61%                        |                               |
| 4        | 劉世芳   | 民主進步黨      | 102,255票 | 53.51%                        | 當選                          |
| 5        | 莊明憲   | 大愛憲改聯盟    | 1,583票   | 0.83%                         |                               |
| 選舉日期 | 選舉日期 | 2016年1月16日   | 選舉人數  | 289,344人                     | 289,344人                     |
| 投票率   | 投票率   | 67.03%          | 投票人數  | 有效：191,111人 無效：2,834人 | 有效：191,111人 無效：2,834人 |

### 2018年國民黨台北市長初選
2018年2月20日，表態將投入國民黨台北市長初選。在黨內初選時敗給丁守中。
| 候選人 | 支持度  | 當選標記 |
| ------ | ------- | -------- |
| 鍾小平 | 16.926% |          |
| 丁守中 | 47.634% |          |
| 張顯耀 | 17.235% |          |
| 孫大千 | 18.205% |          |

### 投入高雄市第三選區立法委員初選
2019年3月18日，首次宣布參選國民黨高雄市第三選區（左營、楠梓）立法委員初選，迎戰上屆棄選的時任不分區立委黃昭順、時任左楠區市議員陳麗珍與反服貿白衫軍總召集人孫健萍。嗣後，以0.6%的差距在初選被黃昭順擊敗。
2023年5月5日提名過程反常，未登記參與國民黨左楠區內參式民調。

## 爭議

### 涉嫌洩密案
2014年8月，陸委會主委王郁琦表示，陸委會特任副主委張顯耀因「家庭因素」去職。因語焉不明而遭質疑，陸委會又補充說明：張顯耀母親重病垂危，須返家照顧母親。而後張顯耀卻發表聲明稱，自己並未請辭，而是「被長官告知」請辭陸委會副主委一職，連「照顧母親」的理由，都是王郁琦想的。隨後陸委會更正說法，張顯耀是因「因工作有疑點尚待釐清，必須調離現職，接受調查」，法務部調查局隨即將張顯耀以「外患罪」或「洩密國防以外機密罪」之罪嫌法辦，直指張顯耀「可能為中共之間諜」，但被高檢署退回。張顯耀回應是金溥聰強迫王郁琦將自己免職，並許諾將會改任張為國營企業董事長以作為酬庸，但自己斷然拒絕。 
8月21日，張顯耀開記者會表示，這是廿一世紀的白色恐怖，指馬英九總統「被蒙蔽、被挾持」，他認為，兩岸溝通管道多元，他只是一顆棋子，如果涉及洩密，不該只有他一人被調查。他痛陳「少數人」作法草率，「為了迫害忠良，趕盡殺絕，令人不寒而慄」，不相信「少數人」可以隻手遮天，操縱調查局，罔顧國家利益。部分觀點認為有其他內情，可能是人事鬥爭的結果。中華人民共和國國台辦發言人馬曉光表示：「希望不要作不負責任和子虛烏有的猜測，以免對兩岸關係造成負面影響。」
2015年2月10日，臺北地檢署認為事証不足，對張顯耀予以不起訴處分，檢方在不起訴理由說明中表示，經向前國安局長蔡得勝、前國安會秘書長胡為真及袁健生等證人訊問，以及相關單位對張顯耀歷年來的「通訊監察」內容，未發現張顯耀與對岸聯絡有危害國家安全之情報。且王郁琦作證指出，本案係台商對其提醒，「僅有聽聞檢舉資訊，並無檢舉黑函」，但不能憑此聽聞即推論張顯耀等人確有洩密犯行。檢方表示，偵察過程中曾調閱陸委會資料，並訊問陸委會相關處長，與通訊監察內容比對，張顯耀洩露資訊的內容都是列為普通等級公文、難以探究是否屬機密的事項、語意不明而無法與具體事件做聯結的內容、涉及事務性之行程安排，以及無具體文件存在或假設性討論等，不能被認定為機密，故最終本案認定犯罪嫌疑不足，予以不起訴處分。王郁琦隨即宣布請辭陸委會主委。
2015年9月23日，國民黨中常會無異議通過徵召陸委會前副主委張顯耀至高雄左楠選區參選立委，黨主席朱立倫對此表示，張雖然曾捲入洩密案，但這部分司法過程已經查證後還他清白。朱立倫說，中常會沒異議通過徵召，這便代表國民黨對張顯耀信任，全黨會做他的最大後盾。
吳敦義也在其口述回憶錄中提到張顯耀說，如果張顯耀不忠誠，就沒有人可擔上「忠誠」兩字。 吳敦義，2021年，《堅毅之路：吳敦義》。遠見天下文化出版公司。
2016年7月25日，金溥聰接受電台專訪，陳述張顯耀案內情，並指張顯耀胡說八道，得了便宜還賣乖，要求公開對質。張顯耀回應金溥聰將不起訴書內容冷飯熱炒、不值一哂，並指控金溥聰在馬英九執政期間於黨內搬弄是非、捕風捉影，最終導致國民黨內鬥分裂失去政權。

### 涉入中國大陸介選案
張顯耀涉嫌在2024年中華民國總統選舉前收受中國大陸官員指示，以開論壇、發布民調等方式為郭台銘拉抬聲勢，促其與柯文哲合作參選，並讓中國國民黨推薦的侯友宜退選。橋頭地檢署在2024年1月約談，訊後依涉犯《反滲透法》「受滲透來源之指示、為候選人支持及宣傳」罪嫌疑重大，以新台幣100萬元交保。全案於2025年2月偵結起訴。

## 外部連結
- 張顯耀的Facebook專頁